# فالمير لوكاس
فالمير لوكاس (بالبرتغالية: Valmir Lucas‏) هو لاعب كرة قدم برازيلي في مركز الدفاع، ولد في 12 يناير 1989 في Edéia ‏ في البرازيل. لعب مع نادي غوياس.

## وصلات خارجية
- فالمير لوكاس على موقع قاعدة بيانات كرة القدم.إي يو (الإنجليزية)
- فالمير لوكاس على موقع Soccerway.com (الإنجليزية)